# Bernhard Rogge
Bernhard Rogge, nemški admiral, * 4. november 1899, Schleswig, Schleswig-Holstein, Nemško cesarstvo,  † 29. junij 1982, Reinbek, Schleswig-Holstein, Zahodna Nemčija. 
Kontraadmiral Rogge je služil v Kaiserliche Marine med prvo svetovno vojno in v Kriegsmarine med drugo svetovno vojno. Po koncu le-te je kot eden redkih visokih častnikov Kriegsmarine ostal v Bundesmarine. Med 15. aprilom 1958 in 31. marcem 1962 je bil poveljnik Nata za kopenske sile v Schleswig-Holsteinu (COMLAND-SCHLESWIG).
Ker je imel enega judovskega starega starša, je moral zaprositi za nemški krvni certifikat za spregled dejstva, da je lahko nadaljeval z vojaško kariero.